# Håkan Bull
Håkan Johan Bull, född 18 april 1953, är en svensk skulptör, grafiker, målare, konstkurator och konstkonsult.
Håkan Bull har utbildat sig på Grundskolan för konstnärlig utbildning i Stockholm 1972–73, i konstvetenskap och arkeologi vid Stockholms universitet  1973–76 och på Teckningslärarinstitutet vid Konstfackskolan i Stockholm 1976–80. Han hade sin första separatutställning 1976 på Galleri Ljusgården i Huddinge.
Han var 1989–2011 konstnärlig rådgivare åt det kommunala fastighetsbolaget i Huddinge, Huge Fastigheter.

## Offentliga verk i urval

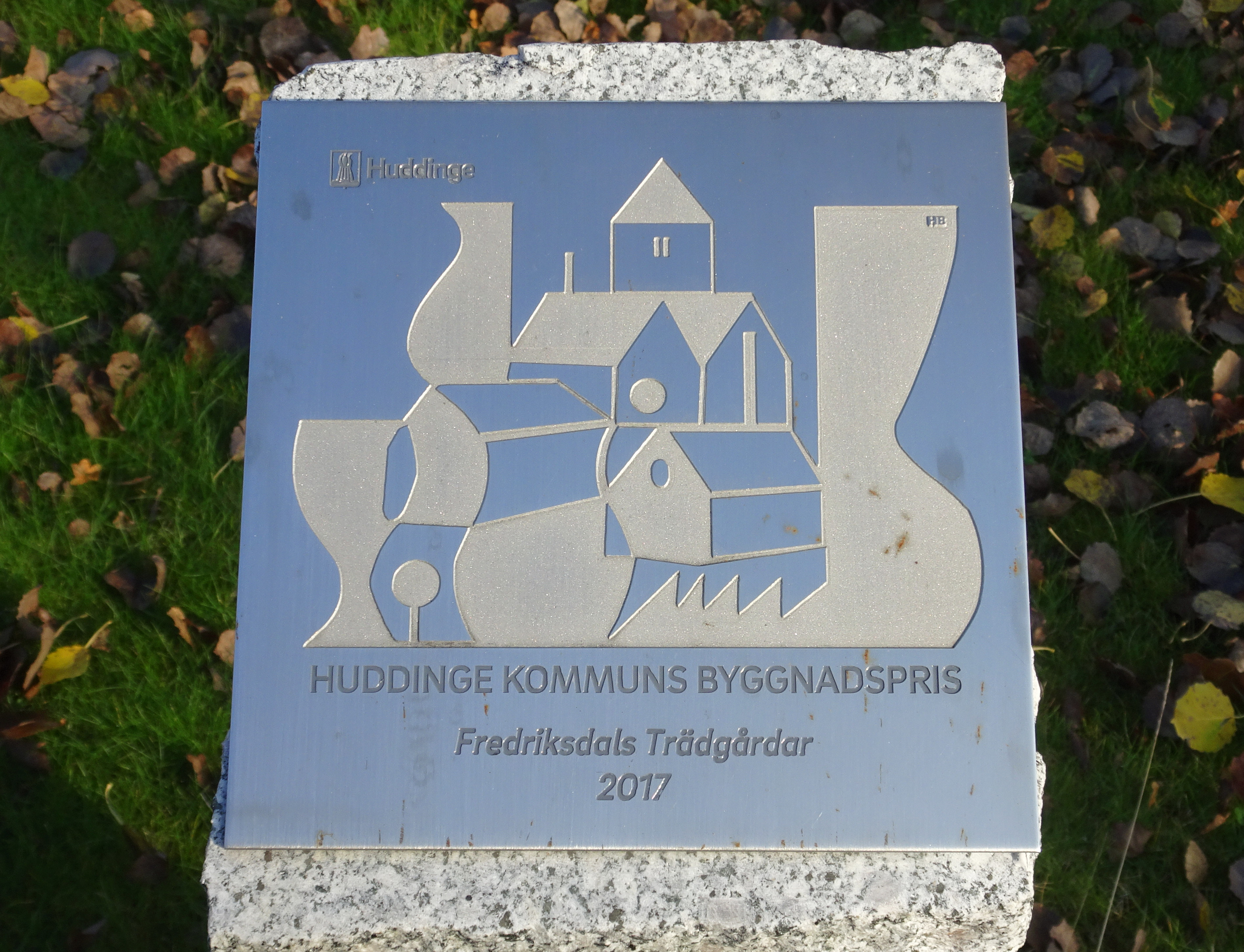
Plakett för Huddinges byggnadspris.

- Soljägaren, rostfritt stål, 1996, vid Ångermanälven, nära stadsparken i Sollefteå
- Mötet - dubbelprinsessa, brons, 1996, Storgatan vid Handelsbanken
- Fyra bollar, väggmålning, 1998, i entréhall vid Sjödalstorget i Huddinge
- Blue Moon, blästrat glas och blåfärgat ljusrörsljus, 2000, entrégallerian till Huddinge centrum
- Ringlek, ringar av neonrör, 2001, utsmyckning på två ventilationsskorstenar, Forellvägen i Huddinge
- Solgrindar, målat järnsmide, 2005, grindar till Förrådsvägen 2 i Huddinge
- Smidesgaller vid innergårdar, 2006, i Vårby gård
- Papyrys, järnsmide runt glashus, 2008, Hötorget i Stockholm
- Tusen och en natt, smidesgrindar, 2008, Vårbyhuset i Vårby Gård
- Olle i trädgården (1 och 2), smide på målad stålplåt, 2008, på husfasad på Katrinebergsvägen i Tullinge
- Rocknroll, 17 neonrörsringar, 2010, på skorstenen till panncentralen i Visättra i Huddinge
- Bladfly, målat järnsmide, 2011, grindar vid Kvarnbergsplan/Lännavägen  i Huddinge
- Djungelblad, smide, 2012, på husfasad på Körsbärsvägen i Tullinge Trädgårdsstad, Bostadsrättsföreningen Östergården
- Fyra bollar, väggmålning, 1998, i entréhall vid Sjödalstorget i Huddinge
- Plakett för Huddinges byggnadspris, 2017